# 埃哈廷
埃哈廷是德国巴伐利亚州的一个市镇。总面积13.68平方公里，总人口905人，其中男性464人，女性441人（2011年12月31日），人口密度66人/平方公里。